# Commeny
Commeny is een gemeente in het Franse departement Val-d'Oise (regio Île-de-France). Het ligt in het parc naturel régional du Vexin français. Op 1 januari 2024 werd de gemeente Gouzangrez aangehecht en kreeg Commeny de status van commune nouvelle. 

## Geografie
De onderstaande kaart toont de ligging van Commeny met de belangrijkste infrastructuur en aangrenzende gemeenten.

## Demografie
Onderstaande figuur toont het verloop van het inwonertal, bron: INSEE-tellingen. 

## Websites
- (fr)  Statistische informatie op de website van INSEE